# Wörterberg
Wörterberg è un comune austriaco di 529 abitanti nel distretto di Güssing, in Burgenland. Tra il 1971 e il 1991 era stato accorpato al comune di Ollersdorf im Burgenland.